# N.O.R.E.
Віктор Сантьяго-молодший (англ. Victor Santiago, Jr.; нар. 6 вересня 1977, Квінз, Нью-Йорк, США), більш відомий під сценічним псевдонімом Noreaga, а пізніше N.O.R.E., — американський репер. Народився та виріс у Квінзі (Нью-Йорк), Сантьяго вперше став відомим як половина хіп-хоп дуету Східного узбережжя Capone-N-Noreaga (C-N-N) разом із іншим репером Capone з Квінса. Він також мав успіх як сольний артист із синглами, які очолили чарти «Superthug», «Banned from TV», «Nothin'» і «Oye Mi Canto».
Сантьяго випускав музику на різних звукозаписних лейблах, включаючи Penalty, Roc-La-Familia, Def Jam і Babygrande Records. У червні 2011 року було оголошено, що Сантьяго співпрацює з лейблом Conglomerate іншого американського репера Басти Раймса, де він випустив свій альбом 2013 року «Student of the Game », виданий під E1 Music . Сантьяго також є головним виконавчим директором (CEO) свого власного бренду Militainment Business.

## Музична кар'єра
Кар’єра Сантьяго почалася в 1995 році під псевдонімом Noreaga (на честь панамського диктатора Мануеля Нор'єги), у складі дуету Capone-N-Noreaga, разом із другом, репером Capone (з яким він познайомився під час відбування покарання у в'язниці). У 1996 році вони підписали контракт з Penalty Recordings, а в 1997 році випустили свій дебютний альбом The War Report. The War Report мав комерційний і критичний успіх, що зробило дует відомим серед хіп-хоп аудиторії. Альбом отримав похвалу за використання «традиційного граймі бум-бап» звуку класичного нью-йоркського хіп-хопу, який на той час відступав на користь більш футуристичного звучання. Альбом посів 21 місце в Billboard 200, а сингли «Illegal Life», «Closer» і «T.ON.Y. (Top of New York)» потрапили в чарт Hot R&B/Hip-Hop Singles and Tracks.
Після виходу альбому Капоне знову був засуджений до тюремного ув'язнення, що змусило Noreaga зайнятися сольною кар'єрою та самостійно записати альбом. Сольний дебютний студійний альбом N.O.R.E. вийшов у 1998 році. У назві, скороченому імені артиста, використовувався акронім «Niggaz on (the) Run Eatin'». Альбом став навіть більш успішним, ніж дебют дуету, посівши 3 місце в чарті Billboard 200 і отримавши платиновий сертифікат Асоціації звукозаписної індустрії Америки (RIAA). На альбомі присутні інші нью-йоркські репери: Nas, Kool G Rap, Big Pun і Busta Rhymes. У багатьох випадках він також має інший стиль продакшну, ніж The War Report, включаючи сучасний футуристичний звук із треками, створеними тодішніми перспективними продюсерами The Neptunes і Swizz Beatz. The Neptunes створили хіт «Superthug», який посів №36 у чарті Billboard Hot 100 і №1 у чарті Hot Rap Tracks . Ця пісня разом із хітом Mase «Lookin' At Me» стала одним із перших великих творів Neptunes.
У 1999 році Нореага випустив свій другий сольний альбом Melvin Flynt - Da Hustler, який мав помірний успіх, досягнувши топ-10 Billboard 200 і отримавши золотий сертифікат RIAA. Найуспішнішим синглом альбому став « Oh No», який досяг 49 місця в чарті Hot R&B/Hip-Hop Singles and Tracks. Капоне вийшов з в'язниці в 1999 році. Згодом вони знову почали записувати музику разом і випустили свій другий альбом у 2000 році. Альбом під назвою The Reunion не був добре сприйнятий критиками і не зрівнявся з комерційним успіхом дебютного дуету чи сольних альбомів Нореаги. Потім група пішла на перерву і не випустила жодного альбому до 2009 року.
Нореага продовжував кар'єру сольного артиста. Він офіційно змінив сценічний псевдонім на N.O.R.E., і після деяких затримок у 2002 році вийшов його третій сольний студійний альбом God's Favorite. Альбом посів 3 місце в чарті Billboard 200, а пізніше став платиновим. Він містив головний хіт Nothin' (створений The Neptunes), який досяг 10 місця в Billboard Hot 100. Він став найуспішнішим хітом N.O.R.E. Згодом репер випустив ще кілька альбомів (зокрема в стилі реггетон) і заявив про перерву.
Між 2009 і 2011 роками N.O.R.E. об’єднався з DJ EFN, щоб вести супутникове радіошоу для Sirius XM під назвою Militainment Crazy Raw Radio, назва, яка надала однакову вагу бренду Militainment N.O.R.E., Crazy Hood EFN і 66 Raw, каналу на Sirius XM, який вів шоу. Зараз N.O.R.E. та DJ EFN є ведучими подкасту Drinkchamps

## Проблеми з законом
24 лютого 2009 року N.O.R.E. був заарештований у гамбургерному ресторані Fatburger у Маямі-Біч, Флорида, після бійки з клієнтом.

## Дискографія
Студійні альбоми
- N.O.R.E. (1998)
- Melvin Flynt – Da Hustler (1999)
- God's Favorite (2002)
- N.O.R.E. y la Familia...Ya Tú Sabe (2006)
- Noreality (2007)
- Student of the Game (2013)
- 5E (2018)

## Зовнішні посилання
- N.O.R.E. на Discogs
- N.O.R.E. на сайті IMDb (англ.)
- N.O.R.E., лютий 2010 р. Інтерв’ю на британському радіо (CWR Radio)